# Балдёнков, Александр Егорович
Александр Егорович Балдёнков (1872—1928) — русский художник-иконописец.
Тематика Балдёнкова: фольклор, жанровые сцены, портреты. Его работы хранятся в Государственном музее палехского искусства.

## Биография
Родился в 1872 году в деревне Маланьино Вязниковского уезда Владимирской губернии (по другим данным — в Палехе).
Работал в иконописной мастерской Н. М. Сафонова мастером-личником (так называли иконописцев, которые писали на иконах лицо). Затем — в иконописной мастерской в Москве, где расписывал стены церквей (в селе Коринском Александровского уезда и в селе Березняки Вязниковского уезда Владимирской губернии).
В 1905 году участвовал в революционных событиях в Москве. В 1917 году вступил в партию большевиков. Участник гражданской войны на их стороне.
После перенесённого тифа был комиссован и вернулся в Палех. Работал ночным сторожем, был председателем комитета бедноты, рисовал портреты жителей окрестных деревень, сочинял стихи.
С 1924 года работал вместе с И. И. Голиковым и жил у него в доме.
Умер в 1928 году, похоронен в Палехе.

## Образ в кино
В середине 1970-х годов в Иванове кинорежиссёр Глеб Панфилов представлял свой новый фильм «Прошу слова», снятый во Владимире. После просмотра один из зрителей упрекнул Панфилова за то, что главное действующее лицо в его фильмах — женщина и попросил нарушить эту традицию, предложив Александра Балдёнкова. Биография Балдёнкова увлекла киномастера; он познакомился с материалами о нём и его рукописями, на основе чего родился сценарий фильма «Тема». В фильме цитируются поэтические строки «бедного гения» Балдёнкова, фамилию которого для благозвучия режиссёр заменил на Чижикова. Съёмки фильма проходили в Суздале в 1979 году.